# الکس اینگلتورپ
الکس اینگلتورپ (انگلیسی: Alex Inglethorpe؛ زادهٔ ۱۴ نوامبر ۱۹۷۱) بازیکن فوتبال اهل بریتانیا است.
از باشگاه‌هایی که در آن بازی کرده‌است می‌توان به باشگاه فوتبال کانوی ایسلند، باشگاه فوتبال لیترهید، باشگاه فوتبال اکستر سیتی، باشگاه فوتبال بارنت، باشگاه فوتبال واتفورد، و باشگاه فوتبال لیتون اورینت اشاره کرد.